# Years & Years
Years & Years war zuletzt ein Soloprojekt des britischen Sängers Olly Alexander. Ursprünglich war Years & Years eine Band bestehend aus Olly Alexander, Mikey Goldsworthy und Emre Türkmen, die im Jahr 2010 in London gegründet wurde. Die Musik von Years & Years wird als Elektropop beschrieben, welcher R&B und House-Elemente der 1990er Jahre mischt.
Das Debüt-Studioalbum der Band, Communion, debütierte im Juli 2015 auf Platz eins der UK Albums Charts und war das am schnellsten verkaufte Debütalbum des Jahres von einer britischen Band. Insbesondere mit den Liedern Shine und King feierte die Band ihren internationalen Durchbruch.
Im März 2021 gab die Band in einem gemeinsamen Statement bekannt, dass zukünftig nur noch Sänger Olly Alexander unter dem Namen Musik veröffentlichen werde – Mikey Goldsworthy und Emre Türkmen haben die Band verlassen. Anlässlich der Teilnahme am Eurovision Song Contest 2024 gab Olly Alexander im Dezember 2023 bekannt, den Bandnamen nicht mehr zu verwenden und fortan unter seinem eigenen Namen aufzutreten. Im darauffolgenden Jahr bestätigte er, dass das Projekt endgültig aufgelöst worden sei.

## Bandgeschichte
Gegründet wurde Years & Years 2010 von dem Australier Michael Goldsworthy (Synthesizer, Bass) und Emre Türkmen (Synthesizer, Beats). Michael Goldsworthy arbeitete als Kellner in London und Emre Türkmen wirkte am Design für das Brighton’s Amex Football Stadium mit, als sie Olly Alexander in ihrem Freundeskreis auf einer Party trafen, der das Trio vervollständigte. Olly Alexander arbeitete als Schauspieler und war u. a. in The Riot Club zu sehen. Es dauerte bis 2013, bis sie bei dem kleinen Label Kitsuné Music mit Traps und Real ihre ersten beiden Singles veröffentlichten. Zudem hatten sie mit ihren Liveauftritten von sich reden gemacht, so dass Polydor auf sie aufmerksam geworden war und sie 2014 unter Vertrag nahm.
Im August erschien die Single Take Shelter, die ein Achtungserfolg wurde und in Bulgarien sogar ein Nummer-eins-Hit wurde. Wenig später erschien die Single Sunlight, eine Zusammenarbeit mit dem belgischen DJ The Magician. Das Lied erreichte nicht nur in Belgien die Top Ten, sondern kam auch in den UK-Charts auf Platz 7 und war der erste UK-Hit des Belgiers. Neben eigenen Auftritten in ganz Europa waren sie den Sommer über auf vielen Festivals vertreten und traten unter anderem bei MØ, Clean Bandit und Sam Smith als Vorband auf. Ende November folgte Desire, mit dem Years & Years ihren ersten eigenen Hit in den britischen Charts hatten. Bei der BBC-Prognose für den Sound of 2015 belegten sie Platz eins und auch bei MTV Brand New for 2015 gehörte die Band zu den Nominierten. Auch bei der Critics’ Choice der BRIT Awards gehörte sie zur Vorauswahl.
Im März 2015 folgte die nächste Single King, die auf Platz eins der britischen Charts einstieg und ein internationaler Erfolg wurde.
Am 12. September 2015 spielten sie das letzte Konzert des SWR3 New Pop Festivals 2015.
Bei den BRIT Awards 2021 spielten sie mit Elton John den Song It’s a Sin von den Pet Shop Boys.
Am 18. März 2021 gab die Band in einem gemeinsamen Statement bekannt, dass zukünftig nur noch Sänger Olly Alexander unter dem Namen Musik veröffentlichen wird – Mikey Goldsworthy und Emre Türkmen haben die Band verlassen.
Am 23. März 2021 wurde Starstruck als Hauptsingle des dritten Years-&-Years-Albums verkündet.
Am 23. September 2021 verkündete Olly Alexander, dass die zweite Single des Soloprojektes Crave heißt. Der Song wurde am 28. September 2021 gemeinsam mit der Ankündigung des dritten Studioalbums Night Call, welches am 21. Januar 2022 erschien, veröffentlicht.

## Diskografie
Studioalben

| Jahr | Titel Musiklabel         | Höchstplatzierung, Gesamtwochen, AuszeichnungChartplatzierungen (Jahr, Titel, Musiklabel, Platzierungen, Wochen, Auszeichnungen, Anmerkungen) | Höchstplatzierung, Gesamtwochen, AuszeichnungChartplatzierungen (Jahr, Titel, Musiklabel, Platzierungen, Wochen, Auszeichnungen, Anmerkungen) | Höchstplatzierung, Gesamtwochen, AuszeichnungChartplatzierungen (Jahr, Titel, Musiklabel, Platzierungen, Wochen, Auszeichnungen, Anmerkungen) | Höchstplatzierung, Gesamtwochen, AuszeichnungChartplatzierungen (Jahr, Titel, Musiklabel, Platzierungen, Wochen, Auszeichnungen, Anmerkungen) | Höchstplatzierung, Gesamtwochen, AuszeichnungChartplatzierungen (Jahr, Titel, Musiklabel, Platzierungen, Wochen, Auszeichnungen, Anmerkungen) | Anmerkungen                                              |
| Jahr | Titel Musiklabel         | DE | AT | CH | UK | US | Anmerkungen                                              |
| ---- | ------------------------ | --- | --- | --- | --- | --- | -------------------------------------------------------- |
| 2015 | Communion Polydor (UMG)  | DE16 (8 Wo.)DE | AT24 Gold · (1 Wo.)AT | CH5 (10 Wo.)CH | UK1 ×2Doppelplatin · (69 Wo.)UK | US47 (2 Wo.)US | Erstveröffentlichung: 10. Juli 2015 Verkäufe: + 775.000  |
| 2018 | Palo Santo Polydor (UMG) | DE27 (2 Wo.)DE | AT50 (1 Wo.)AT | CH15 (1 Wo.)CH | UK3 Gold · (11 Wo.)UK | US75 (1 Wo.)US | Erstveröffentlichung: 6. Juli 2018 Verkäufe: + 110.000   |
| 2022 | Night Call Polydor (UMG) | DE47 (1 Wo.)DE | — | CH62 (1 Wo.)CH | UK1 Silber · (23 Wo.)UK | — | Erstveröffentlichung: 21. Januar 2022 Verkäufe: + 60.000 |